# فردوسی کوبایی
فردوسی کوبایی (نام علمی: Erythrina elenae) نام یک گونه از سرده فردوسی است.